# 谭姓
谭姓是中国最常见的姓氏之一，也是中国最古老的姓氏之一，在《百家姓》中排第293位。

## 文献
1. 《姓纂》记载：“谭子国在济州平陵西南，为齐所灭，谭子奔宫，子孙以为氏焉”；《姓谱》记载：“春秋时代谭国为齐桓公所灭，谭子奔宫，子孙以国为氏。”
2. 在四川的南部也有许多姓谭的人家。据《万姓统谱》的考证，这一支谭氏的源流有所不同，该谱指出：“巴南大姓谭氏，盘瓠之后，望出弘农。

## 郡望
- 济阳郡

## 延伸阅读
[在维基数据编辑]
 《百家姓》
 《欽定古今圖書集成·明倫彙編·氏族典·譚姓部》，出自陈梦雷《古今圖書集成》